# Azelot
Azelot település Franciaországban, Meurthe-et-Moselle megyében. Lakosainak száma 417 fő (2022. január 1.). Azelot Burthecourt-aux-Chênes, Flavigny-sur-Moselle, Lupcourt és Ville-en-Vermois községekkel határos.

## Népesség
A település népességének változása:
| Lakosok száma | 115  | 353  | 342  | 405  | 421  | 424  | 422  | 424  | 424  | 417  |
|               | 1968 | 1982 | 1990 | 2006 | 2013 | 2015 | 2017 | 2019 | 2020 | 2022 |